# Mansa (dystrykt)
Mansa – dystrykt w stanie Pendżab w Indiach.

## Informacje
Dystrykt Mansa został utworzony w 1992 roku. Jest mały zarówno pod względem ludności jak i powierzchni. Gospodarka dystryktu oparta jest na rolnictwie, szczególnie na produkcji bawełny.
Dystrykt jest podzielony na 3 teshile: Mansa, Sardulgarh, Budhlada. Na terenie dystryktu znajdują się 242 wioski, a główne miasta to: Budhlada i Sardulgarh. Klimat na tym obszarze jest typowo półpustynny z wyraźną porą deszczową i suchą. Normalne średnie roczne opady deszczu wynoszą 378,2 mm. Największe opady występują od lipca do września. Najcieplejsze miesiące to maj i czerwiec, gdy temperatura może dochodzić do 48°C, a najzimniejszy jest styczeń (ok 3,5°C).

## Demografia
W 2011 roku w dystrykcie Mansa mieszkało 769 751 ludności, w tym 408 732 mężczyzn i 361 019 kobiet. W stosunku do wyników spisu z 2001 roku wzrosła gęstość zaludnienia z 313 osoby na kilometr kwadratowy do 350 osób, przy powierzchni dystryktu wynoszącej 2198 km² powierzchni. Według spisu ludności z 2011 roku  61,83% ludności potrafi czytać i pisać, w tym 67,31% mężczyzn i 55,68% kobiet.